# 廖錦麟
廖錦麟，台灣的民族管樂演奏家、作曲家。
長期在國立國光劇團工作，吹笛（崑笛；曲笛）、嗩吶、簫等管樂器。
編曲配器作品有李門做音樂指導（編腔作曲）的兒童京劇《風火小子紅孩兒》、《禧龍珠》；李超音樂指導（編腔作曲）的《禁戲匯演》（含《昭君出塞》、《探母獻圖》、《壯別》、《關公升天》、《無底洞》、《大劈棺》、《讓徐州》、《赤桑鎮》、《春閨夢》、《斬經堂》、《秦香蓮》10個戲）等多部。
領奏作品有《梁山伯與祝英台》（崑曲）等，指揮作品有《閻羅夢》（2008年版，李超領奏，台灣國家國樂團小組樂隊伴奏）等。 